# 博胡米尔·施泰根赫费尔
博胡米尔·施泰根赫费尔（捷克語：Bohumil Steigenhöfer，1905年3月1日—1989年6月6日），捷克男子冰球运动员。他曾代表捷克斯洛伐克国家队参加1928年冬季奥林匹克运动会冰球比赛，获得第五名。